# James R. Ballantyne

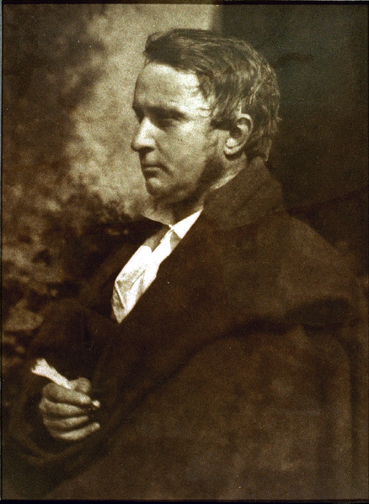
James R. Ballantyne

James R. Ballantyne (* 13. Dezember 1813 in Kelso, Roxburghshire; † 16. Februar 1864) war ein schottischer Orientalist, der seit 1841 Direktor des Queen’s College in Varanasi, Indien und seit 1856 Professor der Moralphilosophie ebenda war. 1861 kehrte er nach England zurück und wurde zum Bibliothekar des India Office ernannt.
Ballantyne beschäftigte sich mit dem Wesen des indischen Geistes und vermittelte seine Erkenntnisse seinen Landsleuten. Er lieferte gründliche grammatische Hilfsbücher für den Unterricht im Sanskrit (2. Aufl., Lond. 1873), im Hindi (2. Aufl. 1868), im Hindustani (das. 1838 u. 1842), im Marathi (das. 1839); namentlich aber gab er die Sanskritgrammatik „Laghu Kaumudi“ (mit Übersetzung und Kommentar, 1849–52, 3 Bde.) und den ersten Teil des Mahâbhâshva, des berühmten Kommentars zu Paninis Grammatik (1856), heraus und lieferte wertvolle, meist unvollendete Ausgaben und Übersetzungen der Hauptwerke der philosophischen Schule der Inder. Für weitere Kreise bestimmt sind die Werke. „Synopsis of science in Sanskrit and English“ (Varanasi 1856) und „Christianity compared with Hindu philosophy“ (das. 1859), worin er die europäische Wissenschaft mit der indischen zu vermitteln strebte.